# Grand Prix Rakouska 2016
Grand Prix Rakouska 2016 (oficiálně Formula 1 Großer Preis von Österreich 2016) se jela na okruhu Red Bull Ring ve Spielbergu v Rakousku dne 3. července 2016. Závod byl devátým v pořadí v sezóně 2016 šampionátu Formule 1.

## Kvalifikace
| Poř.                        | No. | Jezdec            | Konstruktér               | Časy v kvalifikaci | Časy v kvalifikaci | Časy v kvalifikaci | Pořadí na startu |
| Poř.                        | No. | Jezdec            | Konstruktér               | Q1                 | Q2                 | Q3                 | Pořadí na startu |
| --------------------------- | --- | ----------------- | ------------------------- | ------------------ | ------------------ | ------------------ | ---------------- |
| 1                           | 44  | Lewis Hamilton    | Mercedes                  | 1:06.947           | 1:06.228           | 1:07.922           | 1                |
| 2                           | 6   | Nico Rosberg      | Mercedes                  | 1:06.516           | 1:06.403           | 1:08.465           | 6                |
| 3                           | 27  | Nico Hülkenberg   | Force India-Mercedes      | 1:07.385           | 1:07.257           | 1:09.285           | 2                |
| 4                           | 5   | Sebastian Vettel  | Ferrari                   | 1:06.761           | 1:06.602           | 1:09.781           | 9                |
| 5                           | 22  | Jenson Button     | McLaren-Honda             | 1:07.653           | 1:07.572           | 1:09.900           | 3                |
| 6                           | 7   | Kimi Räikkönen    | Ferrari                   | 1:07.240           | 1:06.940           | 1:09.901           | 4                |
| 7                           | 3   | Daniel Ricciardo  | Red Bull Racing-TAG Heuer | 1:07.500           | 1:06.840           | 1:09.980           | 5                |
| 8                           | 77  | Valtteri Bottas   | Williams-Mercedes         | 1:07.148           | 1:06.911           | 1:10.440           | 7                |
| 9                           | 33  | Max Verstappen    | Red Bull Racing-TAG Heuer | 1:07.131           | 1:06.866           | 1:11.153           | 8                |
| 10                          | 19  | Felipe Massa      | Williams-Mercedes         | 1:07.419           | 1:07.145           | 1:11.977           | PL               |
| 11                          | 21  | Esteban Gutiérrez | Haas-Ferrari              | 1:07.660           | 1:07.578           |                    | 11               |
| 12                          | 94  | Pascal Wehrlein   | MRT-Mercedes              | 1:07.565           | 1:07.700           |                    | 12               |
| 13                          | 8   | Romain Grosjean   | Haas-Ferrari              | 1:07.662           | 1:07.850           |                    | 13               |
| 14                          | 14  | Fernando Alonso   | McLaren-Honda             | 1:07.671           | 1:08.154           |                    | 14               |
| 15                          | 55  | Carlos Sainz Jr.  | Toro Rosso-Ferrari        | 1:07.618           | Bez času           |                    | 15               |
| 16                          | 11  | Sergio Pérez      | Force India-Mercedes      | 1:07.657           | Bez času           |                    | 16               |
| 17                          | 20  | Kevin Magnussen   | Renault                   | 1:07.941           |                    |                    | 17               |
| 18                          | 30  | Jolyon Palmer     | Renault                   | 1:07.965           |                    |                    | 19               |
| 19                          | 88  | Rio Haryanto      | MRT-Mercedes              | 1:08.026           |                    |                    | 20               |
| 20                          | 26  | Daniil Kvjat      | Toro Rosso-Ferrari        | 1:08.409           |                    |                    | PL               |
| 21                          | 9   | Marcus Ericsson   | Sauber-Ferrari            | 1:08.418           |                    |                    | 18               |
| 22                          | 12  | Felipe Nasr       | Sauber-Ferrari            | 1:08.446           |                    |                    | 21               |
| 107 % času vítěze: 1:11.172 |     |                   |                           |                    |                    |                    |                  |
| Zdroj:                      |     |                   |                           |                    |                    |                    |                  |

Poznámky
1. 1 2  Nico Rosberg a Sebastian Vettel obdrželi trest posunu o 5 míst vzad za neplánovanou výměnu převodovky.
2. ↑  Felipe Massa musel kvůli výměně předního křídla startovat z boxové uličky.
3. 1 2  Carlos Sainz Jr. a Sergio Pérez nezajeli žádný čas během druhé části kvalifikace. Sainz se o zajetí času alespoň pokusil a díky tomu startoval před Pérezem.
4. 1 2 3  Jolyon Palmer, Rio Haryanto a Felipe Nasr obdrželi trest posunu o 3 místa vzad za nedostatečné zpomalení během žlutých vlajek v první části kvalifikace.
5. ↑  Daniil Kvjat musel kvůli výměně podvozku startovat z boxové uličky.

## Závod
| Poř.   | No. | Jezdec            | Konstruktér               | Počet kol | Čas/Odstoupení | Pořadí na startu | Body |
| ------ | --- | ----------------- | ------------------------- | --------- | -------------- | ---------------- | ---- |
| 1      | 44  | Lewis Hamilton    | Mercedes                  | 71        | 1:27:38.107    | 1                | 25   |
| 2      | 33  | Max Verstappen    | Red Bull Racing-TAG Heuer | 71        | +5.719         | 8                | 18   |
| 3      | 7   | Kimi Räikkönen    | Ferrari                   | 71        | +6.024         | 4                | 15   |
| 4      | 6   | Nico Rosberg      | Mercedes                  | 71        | +26.710        | 6                | 12   |
| 5      | 3   | Daniel Ricciardo  | Red Bull Racing-TAG Heuer | 71        | +30.981        | 5                | 10   |
| 6      | 22  | Jenson Button     | McLaren-Honda             | 71        | +37.706        | 3                | 8    |
| 7      | 8   | Romain Grosjean   | Haas-Ferrari              | 71        | +44.668        | 13               | 6    |
| 8      | 55  | Carlos Sainz Jr.  | Toro Rosso-Ferrari        | 71        | +47.400        | 15               | 4    |
| 9      | 77  | Valtteri Bottas   | Williams-Mercedes         | 70        | +1 kolo        | 7                | 2    |
| 10     | 94  | Pascal Wehrlein   | MRT-Mercedes              | 70        | +1 kolo        | 12               | 1    |
| 11     | 21  | Esteban Gutiérrez | Haas-Ferrari              | 70        | +1 kolo        | 11               |      |
| 12     | 30  | Jolyon Palmer     | Renault                   | 70        | +1 kolo        | 19               |      |
| 13     | 12  | Felipe Nasr       | Sauber-Ferrari            | 70        | +1 kolo        | 21               |      |
| 14     | 20  | Kevin Magnussen   | Renault                   | 70        | +1 kolo        | 17               |      |
| 15     | 9   | Marcus Ericsson   | Sauber-Ferrari            | 70        | +1 kolo        | 18               |      |
| 16     | 88  | Rio Haryanto      | MRT-Mercedes              | 70        | +1 kolo        | 20               |      |
| 17     | 11  | Sergio Pérez      | Force India-Mercedes      | 69        | Nehoda         | 16               |      |
| 18     | 14  | Fernando Alonso   | McLaren-Honda             | 64        | Baterie        | 14               |      |
| 19     | 27  | Nico Hülkenberg   | Force India-Mercedes      | 64        | Brzdy          | 2                |      |
| 20     | 19  | Felipe Massa      | Williams-Mercedes         | 63        | Brzdy          | PL               |      |
| Ret    | 5   | Sebastian Vettel  | Ferrari                   | 26        | Nehoda         | 9                |      |
| Ret    | 26  | Daniil Kvjat      | Toro Rosso-Ferrari        | 2         | Mechanika      | PL               |      |
| Zdroj: |     |                   |                           |           |                |                  |      |

Poznámky
1. ↑  Nico Rosberg obdržel penalizaci 10 sekund za zavinění kolize s Lewisem Hamiltonem.
2. ↑  Romain Grosjean obdržel penalizaci 5 sekund za překročení rychlosti v boxové uličce.
3. 1 2 3 4  Sergio Pérez, Fernando Alonso, Nico Hülkenberg a Felipe Massa odstoupili ze závodu, ale byli klasifikováni, protože odjeli více než 90 % délky závodu.

## Průběžné pořadí po závodě
Pohár jezdců
|  | Pořadí | Jezdec           | Body |
|  | ------ | ---------------- | ---- |
|  | 1      | Nico Rosberg     | 153  |
|  | 2      | Lewis Hamilton   | 142  |
|  | 3      | Sebastian Vettel | 96   |
|  | 4      | Kimi Räikkönen   | 96   |
|  | 5      | Daniel Ricciardo | 88   |

Pohár konstruktérů
|  | Pořadí | Konstruktér               | Body |
|  | ------ | ------------------------- | ---- |
|  | 1      | Mercedes                  | 295  |
|  | 2      | Ferrari                   | 192  |
|  | 3      | Red Bull Racing-TAG Heuer | 168  |
|  | 4      | Williams-Mercedes         | 92   |
|  | 5      | Force India-Mercedes      | 59   |